# Pierdere a calității
Funcția „pierdere a calității” (engleză Quality loss function) a fost dezvoltată de Genichi Taguchi⁠(en)[traduceți], pentru a permite cuantificarea sub formă de pierderi ,financiare, a consecințelor pentru producător și pentru clienții săi a nivelului calității unui produs. Potrivit acestui concept, pierderea de calitate apare nu numai dacă produsul se află în afara specificațiilor (toleranțelor), dar și dacă produsul este în interiorul toleranțelor, însă având caracteristica măsurată diferită de valoarea nominală specificată. Calea autentică ce permite minimizarea pierderilor calității nu constă în fixarea unor limite „conform/neconform”, ci în reducerea variațiilor în raport cu valorile nominale.

## Criterii țintă
Criteriile țintă (engleză target value; franceză spécifications cibles) sunt caracteristici care au o valoare nominală specificată, de exemplu, dimensiunile geometrice ale unei piese, tensiunea de ieșire a unui curent electric într-un circuit electric, viscozitatea unei soluții etc.
Taguchi a enunțat ipoteza că pierderea calității este proporțională cu pătratul abaterii caracteristicii măsurate față de valoarea sa țintă. Ecuația matematică a funcției „pierdere a calității” diferă în funcție de cele trei tipuri de criterii referitoare la calitate care trebuie optimizate:
- criteriu țintă : optimul este valoarea nominală;
- criteriu care trebuie minimizat: cu cât este mai mic cu atât este mai bine;
- criteriu care trebuie maximizat: cu cât este mai mare cu atât este mai bine.[1]

Atunci când o caracteristică critică se abate de la valoarea țintă, ea cauzează o pierdere economică. Cu alte cuvinte, abaterea de la valoarea țintă este antiteza calității. Calitate înseamnă pur și simplu invariabilitate sau variație foarte mică față de performanța țintă (în concepția lui Taguchi).
Funcția „pierdere a calității” definită de G. Taguchi, pentru criteriul țintă, în cazul unui singur produs este următoarea:
```
              
L(y)
 = 
k
(
y
 - 
y
N
)
2
                                   (1)
```

în care:     
L(y) este valoarea pierderii unitare, exprimate în unități monetare;     
y - valoarea caracteristicii măsurate;     
yN - valoarea nominală, adică valoarea țintă sau valoarea medie a câmpului de toleranță;     
k - constantă a cărei valoare depinde de cazul tratat.
Reprezentarea grafică a funcției date de ecuația (1) este o parabolă.
Prin intermediul acestei funcții pătratice, G. Taguchi indică faptul că pierderea este o funcție continuă a abaterii în raport cu valoarea țintă. Pierderea este minimă pentru y = yN, teoretic zero, și se mărește când valorile variază, mai întâi lent, apoi din ce în ce mai rapid, pe măsură ce valorile măsurate se depărtează de valoarea țintă. Ecuația (1) indică faptul că dacă valoarea măsurată este diferită de valoarea țintă atunci pierderea este proporțională cu pătratul „distanței” dintre valoarea măsurată și valoarea țintă.
Pierderea medie a calității pentru un lot sau eșantion de produse, pentru criteriul țintă este următoarea:
```
              
L(y)
 = 
k
[
s
2
 + (
m
 - 
y
N
)
2
]                    (2)
```

unde: L(y) este pierderea medie unitară, exprimată în unități monetare; s - abaterea standard estimată a valorilor măsurate yi ; m - media aritmetică a valorilor măsurate yi ; yN - valoarea nominală a caracteristicii; k - constantă a cărei valoare depinde de cazul tratat.
„Funcția pătratică de pierdere a lui Taguchi este prima îmbinare operațională a costului calității cu variabilitatea unui produs, care permite inginerilor din proiectare să calculeze, de fapt, proiectarea optimă bazată pe analiza costurilor și pe proiectarea experimentelor cu planuri experimentale” propuse de Taguchi.
Funcția „pierdere a calității” pentru criteriul care trebuie minimizat se aplică pentru caracteristici a căror valoare nominală este zero, de exemplu, emisiile de CO2, sau abaterea de la paralelism a două suprafețe prelucrate prin așchiere.
Atunci când valoarea țintă yN = 0, funcția pierdere a calității are expresia matematică:
```
     -pentru un singur produs:   
L(y)
 = 
ky
2
;                                                (3)
     
     -pentru un lot de produse:  
L(y)
 = 
k
(s
2
 + 
m
2
)                           (4) 
```

unde L(y) este pierderea medie unitară. 
Această funcție este reprezentată grafic printr-o jumătate de parabolă.
Funcția „pierdere a calității” pentru criteriul care trebuie maximizat este aplicabilă pentru caracteristici măsurate a căror valoare țintă, teoretic, este infinită, de exemplu, rezistența la rupere a unui material metalic, producția agricolă etc.
Funcția pierdere a calității devine în acest caz:
```
    -pentru un singur produs:     
L(y)
 = 
k
(1/
y
2
)                                        (5)
```

Funcția dată de ecuația (5) este reprezentată grafic de o hiperbolă.
Funcția "pierdere a calității" indică pentru ingineri calea care trebuie urmată pentru îmbunătățirea continuă: stabilirea valorii țintă și diminuarea variației dimensiunii/caracteristicii măsurate a produsului pentru îmbunătățirea calității, reducând costurile.